# Aleksander Smolar

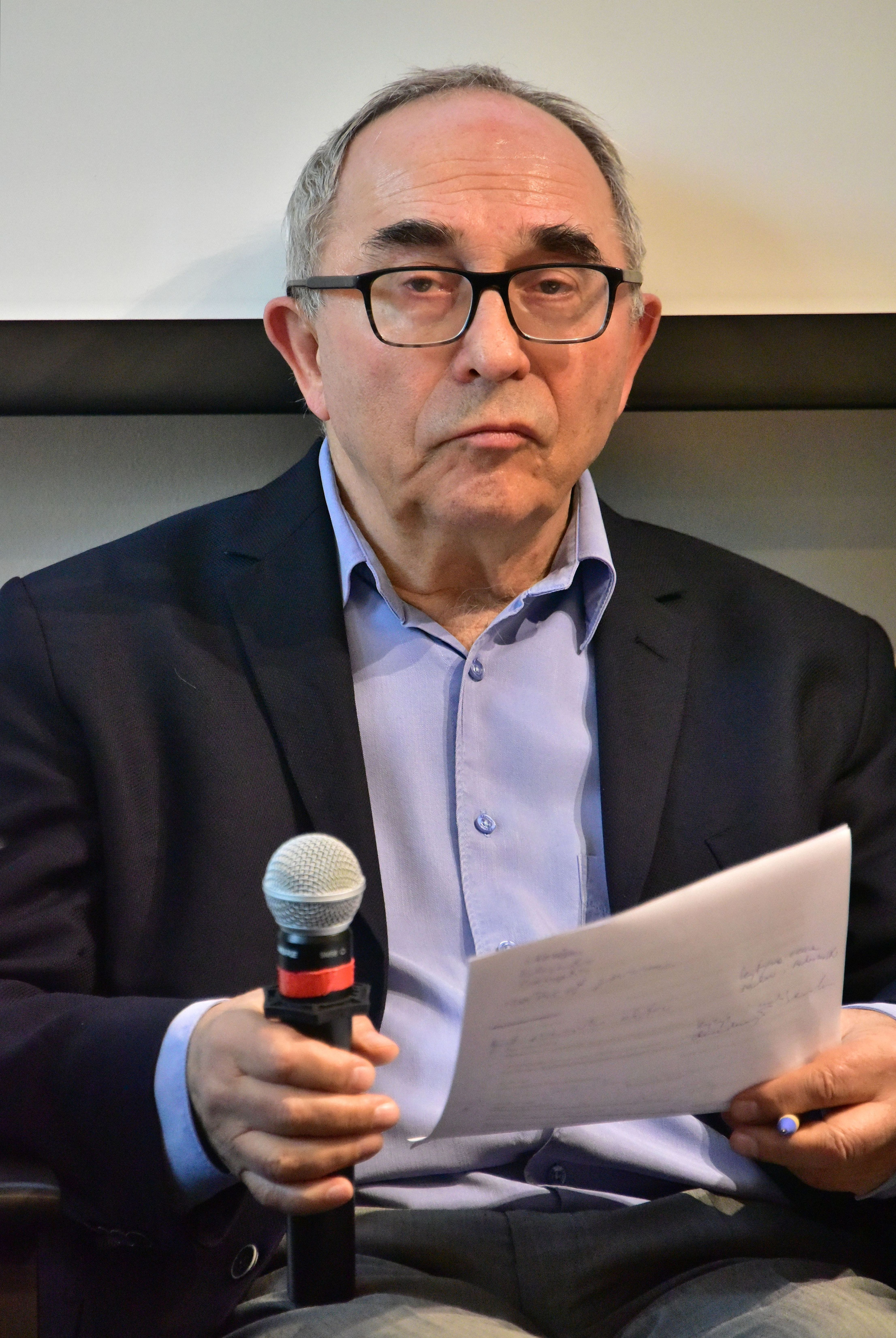
Aleksander Smolar (2019)

Aleksander Smolar (* 1940 in Białystok) ist ein polnischer Publizist und Politologe.

## Leben
Aleksander Smolar studierte Soziologie und Ökonomie an der Warschauer Universität. Von 1971 bis 1989 war er aus politischen Gründen im Exil zunächst in Italien, dann in Großbritannien und Frankreich. 1989 bis 1990 war er politischer Berater des damaligen Ministerpräsidenten Tadeusz Mazowiecki, 1992 bis 1993 Berater für Außenpolitik der Ministerpräsidentin Hanna Suchocka.
Seit 1990 ist Aleksander Smolar Präsident der Stephan-Báthory-Stiftung. Darüber hinaus ist er wissenschaftlicher Mitarbeiter des Nationalen Französischen Wissenschaftsforschungszentrums (CNRS) in Paris.
Zusammen mit Marcin Król ist er Redakteur der Serie Demokracja. Filozofia i praktyka (Demokratie. Philosophie und Praxis).

## Schriften
- Le role des groupes d'opposition la veille de la democratisation en Pologne et en Hongrie (red. mit Peter Kende, Index, Köln 1989)
- La Grande Secousse. L'Europe de l'Est 1989-1990 (red. mit Peter Kende, Presses du CNRS, Paris 1991)
- Globalisation, Power and Democracy (red. mit Marek Plattner, The Johns Hopkins University Press, Baltimore und London 2000).